# Mangustă egipteană
Mangusta egipteană (Herpestes ichneumon) este o specie de mangustă. Trăiește în Egipt, Spania, Portugalia, Israel, și în cea mai mare aprte a Africii Subsahariene, exceptând Republica Congo, vestul Africii de Sud și Namibia. A fost introdusă în Madagascar și Italia. 
Trăiește în păduri, savane sau scrub, aproape de apă.

## Caracteristici

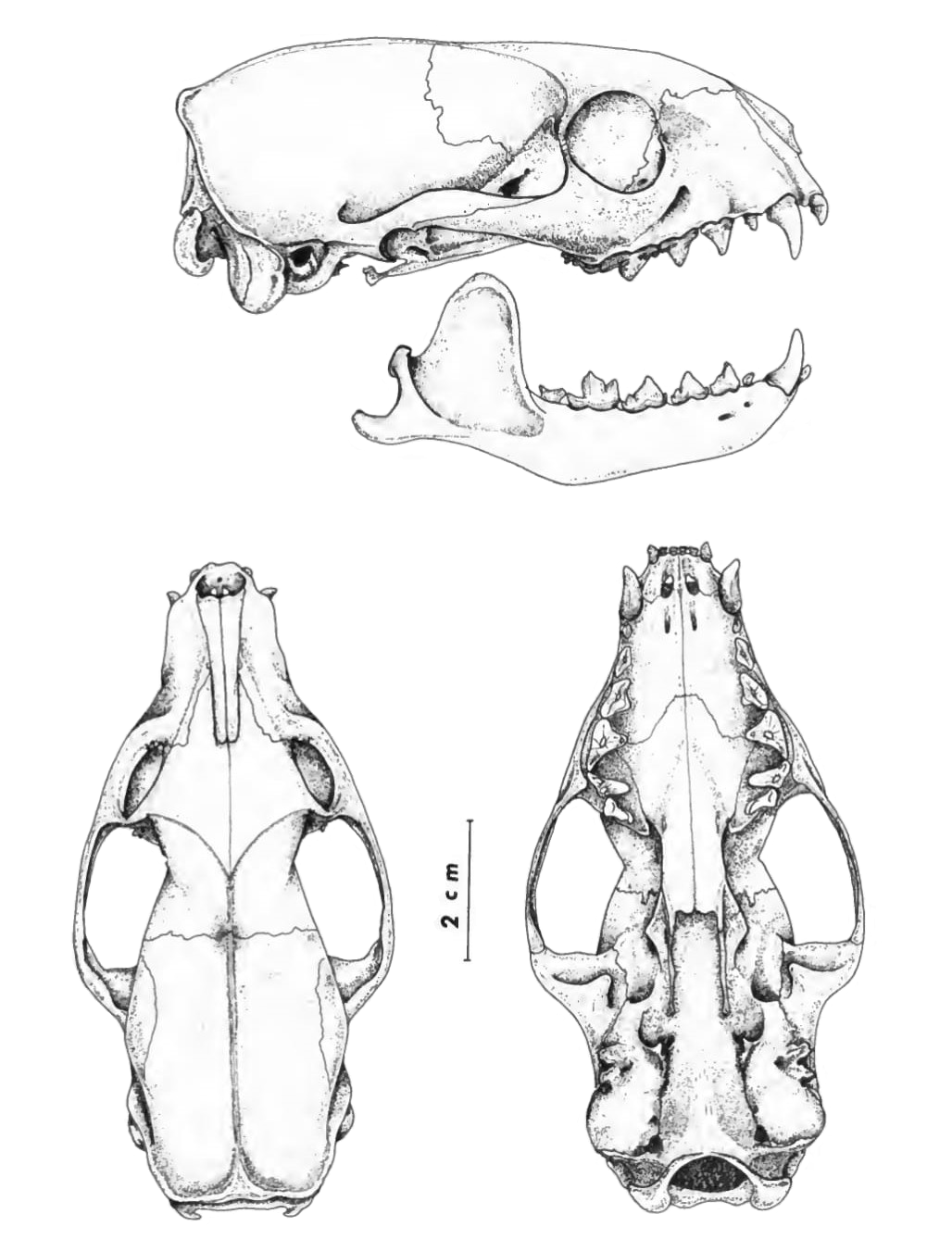
Craniu de mangustă egipteană

Blana lungă și aspră a mangustei egiptene este cenușie până la maro roșiatic și pătată cu pete maronii și galbene. Botul său este ascuțit, urechile sale sunt mici. Corpul este  subțire este de, 48–60 centimetre (1 ft 7 in–2 ft 0 in) prelungit cuo coadă lungă cu vârf negru de 33–54 centimetre (1 ft 1 in–1 ft 9 in) . Picioarele din spate și o mică zonă din jurul ochilor sunt fără blană. Are 35–40 de dinți, cu canini foarte dezvoltați, utilizați pentru sfâșierea cărnii. Cântărește 1,7–4 kilograme (3,7–8,8 lb) . 
Mangustele egiptene au fost observate în Portugalia, unde unele femele sunt mai mici decât masculii. 
Femelele au 44 de cromozomi, iar masculii 43, întrucât un cromozom Y este translocat în autozom.

## Distribuție și habitat
Mangusta egipteană trăiește în habitate mlăștinoase și nămoloase  in apropiere de pâraie, râuri, lacuri și în zona de coastă.  Acolo unde sunt tufișuri, în Peninsula Iberică, preferă zone apropiate de râuri cu vegetație densă. Nu apare în deșerturi. 
A fost înregistrată în Portugalia de la nord de râul Douro la sud și în Spania de la platoul central, Andalucía până la strâmtoarea Gibraltar .  
În nordul Africii, apare de-a lungul coastei de la Sahara de Vest până la Tunisia și din nordul Egiptului în peninsula Sinai .  În Egipt, un exemplar a fost observat în oaza Faiyum în 1993. În același an, urmele sale au fost înregistrate în dune de nisip din apropierea coastei, lângă Sidi Barrani .  Un exemplar a fost observat pe o insulă din Lacul Burullus din Delta Nilului în timpul unui studiu ecologic la sfârșitul anilor '90.  În teritoriile palestiniene, a fost înregistrat în Fâșia Gaza și în  Ierihon în Cisiordania în timpul anchetelor efectuate între 2012 și 2016.  În vestul Siriei, a fost observat în Latakia între 1989 și 1995.  În sudul Turciei, a fost înregistrat în provinciile Hatay și Adana . 
În Sudan, este prezent în vecinătatea așezărilor umane de-a lungul râului Rahad și în Parcul Național Dinder .  De asemenea, a fost înregistrat în complexul ariei protejate Dinder– Alatash în timpul anchetelor între 2015 și 2018.  În Etiopia, mangusta egipteană a fost înregistrată la altitudini de 2.000–3.000 metri (6.600–9.800 ft) în zonele muntoase etiopiene .  
În Senegal, a fost observată în 2000 în Parcul Național Niokolo-Koba, care cuprinde în principal habitatul deschis dominat de ierburi .  În Parcul Național al Guineei din Nigerul de Sus, apariția mangustei egiptene a fost documentată pentru prima dată în timpul anchetelor din primăvara anului 1997. Inspectorii au găsit exemplare moarte la vânzare în sate situate în vecinătatea parcului. 
În Parcul Național Moukalaba-Doudou din Gabon, aceasta a fost înregistrată doar în habitatele savanei.  În Republica Congo, a fost observată în mod repetat în  Parcul Național Odzala-Kokoua în timpul cercetărilor din 2007. 
În anii 1990, era considerată o specie comună în Parcul Național Mkomazi din Tanzania. 
Au fost propuse mai multe ipoteze pentru a explica apariția mangustei egiptene în Peninsula Iberică:
- În mod tradițional, se credea că a fost introdus în urma invaziei musulmane din secolul al VIII-lea. [19]
- Oasele de mangustă egipteană excavate în Spania și Portugalia erau datate cu carbon din primul secol. Prin urmare, oamenii de știință au sugerat o introducere în timpul epocii Hispania Romană și o utilizare pentru eliminarea șobolanilor și șoarecilor din zonele domestice. [20]
- Alți autori au propus o colonizare naturală a Peninsulei Iberice în timpul Pleistocenului pe un pod terestru, când nivelul mării era scăzut între perioadele glaciare și interglaciare . Această populație ar fi rămas izolată de populațiile din Africa după ultima epocă glaciară . [21]

## Comportament și ecologie

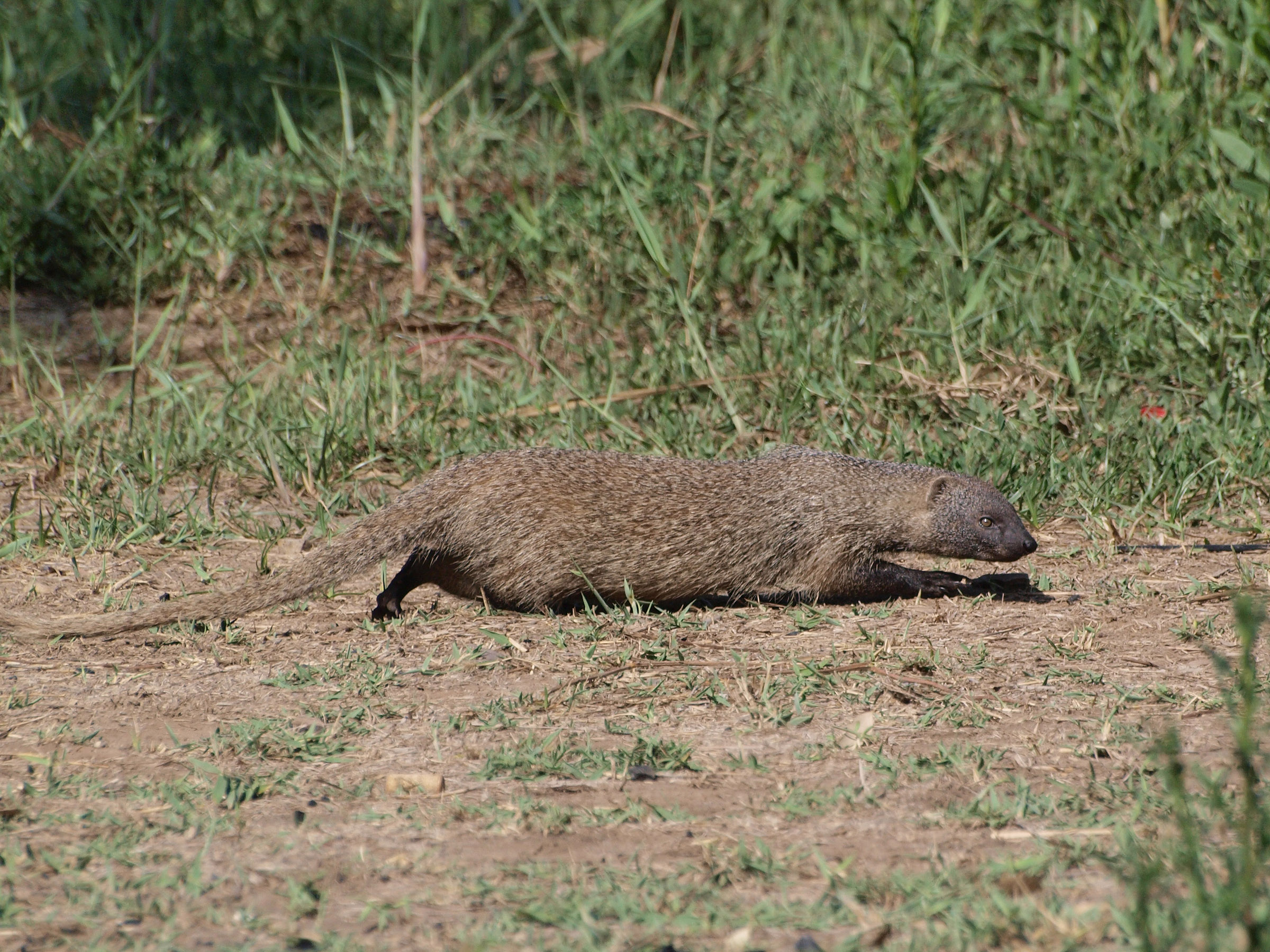
Mangusta egipteană este activă în timpul zilei

Mangusta egipteană este diurnă .  În Parcul Național Doñana, au fost observate mongoose egiptene unice, perechi și grupuri de până la cinci indivizi. Bărbații adulți au prezentat un comportament teritorial și și-au împărțit zonele de acasă cu una sau mai multe femele. Teritoriile de origine ale femelelor adulte s-au suprapus într-o oarecare măsură, cu excepția zonelor centrale unde și-au crescut descendenții. 
Prădă rozătoare, pești, păsări, reptile, amfibieni și insecte . De asemenea, se hrănește cu fructe și ouă. Pentru a sparge ouăle, le aruncă între picioare împotriva unei pietre sau a unui perete.  În Parcul Național Doñana, 30 de manguste egiptene au fost urmărite prin radio în 1985, iar fecalele lor au fost colectate. Aceste eșantioane conțineau rămășițe de iepure european ( Oryctolagus cuniculus ), șopârle de nisip ( Psammodromus ), broască iberică ( Pelobates cultripes ), carnea de mistreț ( Sus scrofa ), șoarecele algerian ( Mus spretus ) și speciile de șobolani ( Rattus ).  Cercetările din sud-estul Nigeriei au arătat că se hrănește și cu șobolani uriași ( Cricetomys ), șoarecele Temminck ( Mus musculoides ), șoarecele cu blană moale al lui Tullberg ( Praomys tulbergi ), musara nigeriană ( Crocidura nigeriae ), broasca lui Hallowell ( Amietophrynus maculatus ), maro african șarpe de apă ( Afronatrix anoscopus ) și scuipături Mabuya .  Atacă și se hrănește cu șerpi veninoși și este rezistentă la veninul viperei palestiniene ( Daboia palaestinae ), cobra deșertului negru ( Walterinnesia aegyptia ) și cobra scuipătoare cu gât negru ( Naja nigricollis ). 
În Spania, a fost înregistrată mai rar în zonele în care a fost reintrodus linxul iberic . 

### Reproducere
Bărbații și femelele crescute în captivitate ating maturitatea sexuală la vârsta de doi ani.  În Parcul Național Doñana, curtarea și împerecherea se petrece primăvara între februarie și iunie. Doi până la trei pui se nasc între mijlocul lunii aprilie și mijlocul lunii august după o gestație de 11 săptămâni.  La început sunt fără păr și își deschid ochii după aproximativ o săptămână. Femelele au grijă de ele până la un an, ocazional și mai mult. Încep să se hrănească singuri la vârsta de patru luni, dar concurează pentru mâncarea care le-a fost adusă după acea vârstă. În sălbăticie, mangustele egiptene ajung probabil la vârsta de 12 ani. O mangustă egipteană captivă avea peste 20 de ani.  Perioada activă de reproducție a speciei este de 7,5 ani. 

## Taxonomie
În 1758, Carl Linnaeus a descris o mangustă egipteană din zona  Nilului din Egipt în lucrarea sa Systema Naturae și i-a dat numele științific Viverra ichneumon .  H.i.ichneumon (Linnaeus, 1758) este subspecia nominalizată . Următoarele specimene zoologice au fost descrise între sfârșitul secolului al XVIII-lea și începutul anilor 1930 ca subspecie:
- Viverra cafra ( Gmelin, 1788) - pe baza descrierii unui exemplar din Capul Bunei Speranțe . [32]
- Herpestes ichneumon numidicus FG Cuvier, 1834 - doi indivizi din Alger din Algeria păstrați în menajeria Muzeului de istorie naturală, Franța [33]
- Herpestes ichneumon widdringtonii Grey, 1842 - un exemplar din Sierra Morena din Spania [34]
- Herpestes angolensis ( Bocage, 1890) - un exemplar de sex masculin din Quissange în Angola [35]
- Mungos ichneumon parvidens ( Lönnberg, 1908) - trei exemplare colectate în apropierea râului Congo inferior în statul liber Congo [36]
- Mungos ichneumon funestus ( Osgood, 1910) - un exemplar din Naivasha din Africa de Est Britanică [37]
- Mungos ichneumon centralis (Lönnberg, 1917) - două exemplare din Beni, Republica Democrată Congo [38]
- Herpestes ichneumon sangronizi Cabrera, 1924 - un exemplar din Mogador în Maroc [39]
- Herpestes caffer sabiensis ( Roberts, 1926) - un exemplar din rezervația de vânat Sabi Sand din Africa de Sud [40]
- Herpestes cafer mababiensis (Roberts, 1932) - un exemplar din Mababe din nordul Bechuanalandului [41]

În 1811, Johann Karl Wilhelm Illiger a inclus ichneumonul în genul Herpestes . 

## Amenințări
Un sondaj al metodelor de braconaj în Israel efectuat în toamna anului 2000 a arătat că mangusta egipteană este afectată de capcane în zonele agricole. Majoritatea capcanelor găsite au fost amenajate de muncitori thailandezi.  Numeroase capete uscate de mangustă egipteană au fost găsite în 2007 pe piața Dantokpa din sudul Beninului, sugerând că este folosit ca fetiș în ritualurile animalelor. 

## Conservare
Mangusta egipteană este listată în apendicele III la Convenția de la Berna și în anexa V la Directiva Uniunii Europene privind habitatele și speciile .  În Israel, viața sălbatică este protejată prin lege, iar vânătoarea este permisă numai cu permis.